# Домб'є (Сілезьке воєводство)
Домб'є (пол. Dąbie) — село в Польщі, у гміні Псари Бендзинського повіту Сілезького воєводства.
Населення — 653 особи (2011).
У 1975-1998 роках село належало до Катовицького воєводства.

## Демографія
Демографічна структура станом на 31 березня 2011 року:
|          | Загалом | Допрацездатний вік | Працездатний вік | Постпрацездатний вік |
| -------- | ------- | ------------------ | ---------------- | -------------------- |
| Чоловіки | 333     | 54                 | 241              | 38                   |
| Жінки    | 320     | 36                 | 198              | 86                   |
| Разом    | 653     | 90                 | 439              | 124                  |